# Lords of Dogtown
Lords of Dogtown är en amerikansk film från 2005.

## Handling
En film som handlar om några pojkar som åker skateboard. En sann berättelse om skatekillarna Tony "Mad Dog" Alva, Jay "Jay-Boy" Adams och Stacy Peralta som tog skateboardåkning till en ny nivå.

## Rollista
- John Robinson - Stacy Peralta
- Victor Rasuk - Tony Alva
- Emile Hirsch - Jay Adams
- Nikki Reed - Kathy Alva
- Heath Ledger - Skip
- Michael Angarano - Sid
- America Ferrera - Thunder Monkey
- Chad Fernandez - Reef Ryan
- Johnny Knoxville - Topper Burks
- Stacy Peralta - TV Director
- Tony Hawk - Astronaut
- Tony Alva- man på fest som sitter bredvid mamman
- Jay Adams- man på festen med tatuering på halsen